# مولتای ۱۲۴۱۹۲
سیارک ۱۲۴۱۹۲ (به انگلیسی: 124192 Moletai، نامگذاری:2001OM65) صد و بیست و چهار هزار و صد و نود و دومین سیارک کشف شده‌است که در ۲۶ ژوئیه ۲۰۰۱ کشف شد.